# Paraguay en los Juegos Paralímpicos de París 2024
Paraguay participó en los Juegos Paralímpicos de París 2024 como su segunda edición de verano. El responsable del equipo paralímpico es el Comité Paralímpico Paraguayo, así como las federaciones deportivas nacionales de cada deporte con participación.El país no obtuvo ninguna medalla paralímpica.

## Atletismo

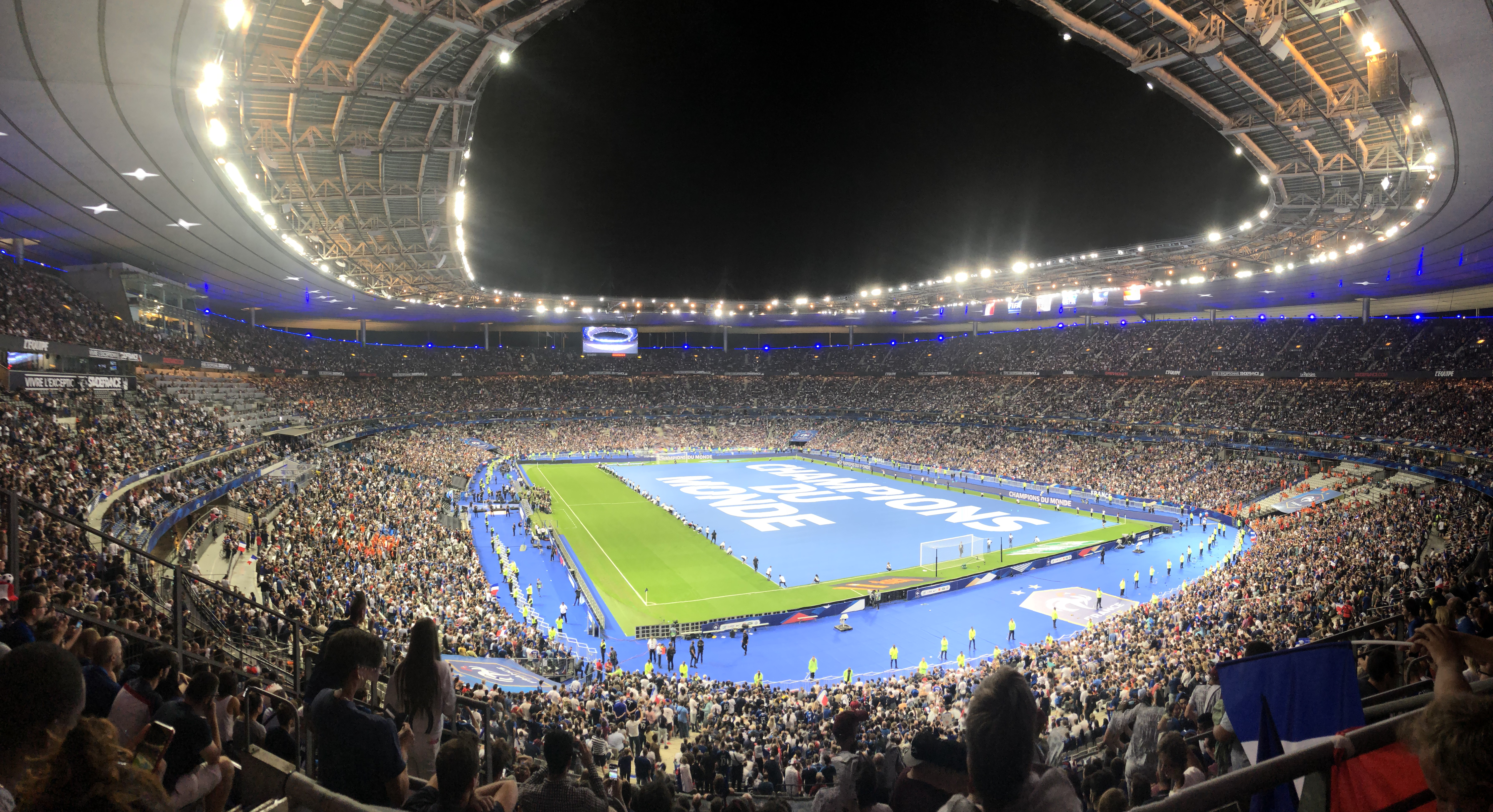
El Stade de France, lugar donde fue llevado a cabo atletismo.

Femenino
| Atleta                              | Evento    | Serie  | Serie    | Final     | Final     |
| Atleta                              | Evento    | Tiempo | Posición | Tiempo    | Posición  |
| ----------------------------------- | --------- | ------ | -------- | --------- | --------- |
| Melissa Tillner Guía: Victor Duarte | 100 m T12 | 15.48  | 4        | No avanzó | No avanzó |
| Melissa Tillner Guía: Victor Duarte | 200 m T12 | 33.74  | 4        | No avanzó | No avanzó |